# Raphaël Burtin
Raphaël Burtin (* 9. Februar 1977 in Bonneville) ist ein ehemaliger französischer Skirennläufer, der auf die Disziplin Riesenslalom spezialisiert war. Bei Weltmeisterschaften und im Weltcup erreichte er jeweils ein Top-10-Ergebnis. Sein älterer Bruder Nicolas war ebenfalls Skirennläufer.

## Biografie
Nach Starts bei FIS-Rennen startete Burtin ab Dezember 1995 im Europacup. In der Europacupsaison 1999/2000 gelangen ihm im Riesenslalom vier Siege und zwei zweite Plätze. Er gewann damit überlegen die Riesenslalomwertung und erreichte Rang fünf in der Gesamtwertung.
Den ersten Start im Weltcup hatte der Franzose am 14. Januar 1997 im Riesenslalom von Adelboden, wo er sich aber nicht für den zweiten Durchgang qualifizierte. Der nächste Weltcupeinsatz erfolgte erst am 25. Oktober 1998. Im Riesenslalom von Sölden erreichte er Platz 27 und holte seine ersten Weltcuppunkte. In dieser Saison bestritt Burtin auch seine einzigen beiden Super-Gs im Weltcup, ohne jedoch punkten zu können. Im Januar 1999 erreichte Burtin in Adelboden bereits einen 13. Platz im Riesenslalom und kam bei den Weltmeisterschaften 1999 in Vail als bester Franzose auf den 10. Platz – dies blieb seine einzige WM-Teilnahme. Am 26. Februar 2000 fuhr er im Riesenslalom von Yongpyong auf Rang neun und erreichte damit seine erste und einzige Weltcupplatzierung unter den besten zehn. An dieses Resultat kam er in den nächsten fünf Jahren nicht mehr heran. 
Zu Beginn der Saison 2004/05 stürzte Burtin im Riesenslalom von Sölden und zog sich einen Kreuzbandriss im rechten Knie zu. Als Folge konnte er in diesem Winter keine Rennen mehr bestreiten. Nach seiner Verletzungspause gelangen ihm in der Saison 2005/06 drei elfte Plätze und er belegte im Riesenslalomweltcup den 20. Rang. Bei den Olympischen Spielen 2006 in Turin fuhr er auf Platz 21. Am 8. Dezember 2007 stürzte Burtin in Bad Kleinkirchheim erneut schwer und zog sich mehrere Rippenbrüche sowie Blessuren im Knie zu, die Saison war damit vorzeitig zu Ende. In der Saison 2008/09 konnte er keine Weltcuppunkte mehr einfahren. Mit dem Start bei den Französischen Meisterschaften im März 2009 beendete Burtin seine Karriere.

## Erfolge

### Olympische Spiele
- Turin 2006: 21. Riesenslalom

### Weltmeisterschaften
- Vail 1999: 10. Riesenslalom

### Weltcup
- 6 Platzierungen unter den besten fünfzehn, davon einmal unter den besten zehn

### Europacup
- Saison 1999/2000: 1. Riesenslalomwertung, 5. Gesamtwertung
- 7 Podestplätze, davon 4 Siege:

| Datum            | Ort           | Land       | Disziplin    |
| ---------------- | ------------- | ---------- | ------------ |
| 9. Januar 2000   | Kranjska Gora | Slowenien  | Riesenslalom |
| 20. Januar 2000  | Courchevel    | Frankreich | Riesenslalom |
| 9. Februar 2000  | Sella Nevea   | Italien    | Riesenslalom |
| 10. Februar 2000 | Sella Nevea   | Italien    | Riesenslalom |

### Weitere Erfolge
- Zweifacher französischer Meister im Riesenslalom 1999 und 2000
- 6 Siege in FIS-Rennen (ab 1994/95)